# Ana Celentano
Ana Celentano (* 1. srpna 1969 La Plata, Buenos Aires, Argentina) je argentinská herečka.
Poprvé se ve filmu mihla v roce 1986, hereckou kariéru začala o 10 let později. Ve druhé polovině 90. let se objevila ve snímcích Canción desesperada a Argentinka v New Yorku, v roce 2000 působila v seriálu Okupas. Během další dekády se představila například ve filmu Sedm na útěku, hlavní roli poprvé ztvárnila ve snímku Las vidas posibles. Hrála také ve filmech Čtvrteční vdovy, Felicitas, El mural či El faro de las orcas. V televizi se objevuje spíše příležitostně, výjimku tvoří seriály Aliados, Malicia a La casa del mar.